# اندری کاچوک
اندری کاچوک (اوکراینی: Андрій Миколайович Ткачук؛ زادهٔ ۱۸ نوامبر ۱۹۸۷) بازیکن فوتبال اهل اوکراین است.
از باشگاه‌هایی که در آن بازی کرده‌است می‌توان به باشگاه فوتبال کارپاتی لویو، باشگاه فوتبال آرسنال کی‌یف، و باشگاه فوتبال فورسکلا پولتاوا اشاره کرد.